# Graham Greene
Graham Greene (anglès: Henry Graham Greene)  (Berkhamsted, 2 d'octubre de 1904 - Vevey i Corseaux, 3 d'abril de 1991) va ser un escriptor, dramaturg, guionista i crític anglès que, amb la seva obra, va explorar l'ambigüitat de l'individu modern i un seguit de qüestions polítiques i moralment ambivalents en la societat contemporània.
Combinant l'aclamació literària amb una popularitat generalitzada, Greene va adquirir una reputació al principi de la seva vida com a escriptor important, tant de novel·les catòliques serioses com de thrillers (o entreteniments com ell les anomenava). Va ser seleccionat diverses vegades pel Premi Nobel de Literatura. A través de 67 anys d'escriptura, que inclouen més de 25 novel·les, va explorar els conflictes morals i polítics del món modern. Va ser guardonat amb el Premi Shakespeare de 1968 i el Premi Jerusalem de 1981.
Es va convertir al catolicisme el 1926 després de conèixer la seva futura esposa, Vivien Dayrell-Browning. Més tard, va prendre el nom d'agnòstic catòlic.
Tot i que Graham Greene mai no va voler ser descrit com a novel·lista catòlic, la seva religiositat dona forma a la majoria de les seves novel·les i gran part de les seves obres més rellevants (Brighton Rock, The Heart of the Matter o The Power and the Glory), tant en el contingut com en les preocupacions que contenen, que són explícitament catòliques. El trastorn bipolar que l'escriptor aparentment patia també va deixar una forta empremta en la seva vida com en la seva obra. En una carta a la seva dona Vivien explicava que tenia «un caràcter profundament oposat a la vida domèstica normal» i que «per desgràcia, la malaltia també és el meu material».
A més de la seva tasca com a escriptor, Graham Greene va treballar d'agent per a l'MI6, el servei d'intel·ligència britànic, que se serví de la seva àmplia experiència en països llunyans, i l'instal·laren a Sierra Leone durant la Segona Guerra Mundial. La seva germana Elisabeth Dennys fou qui el va reclutar per a l'agència. El seu supervisor i amic personal, Kim Philby, més tard seria acusat d'haver servit d'agent doble per a la Unió Soviètica.

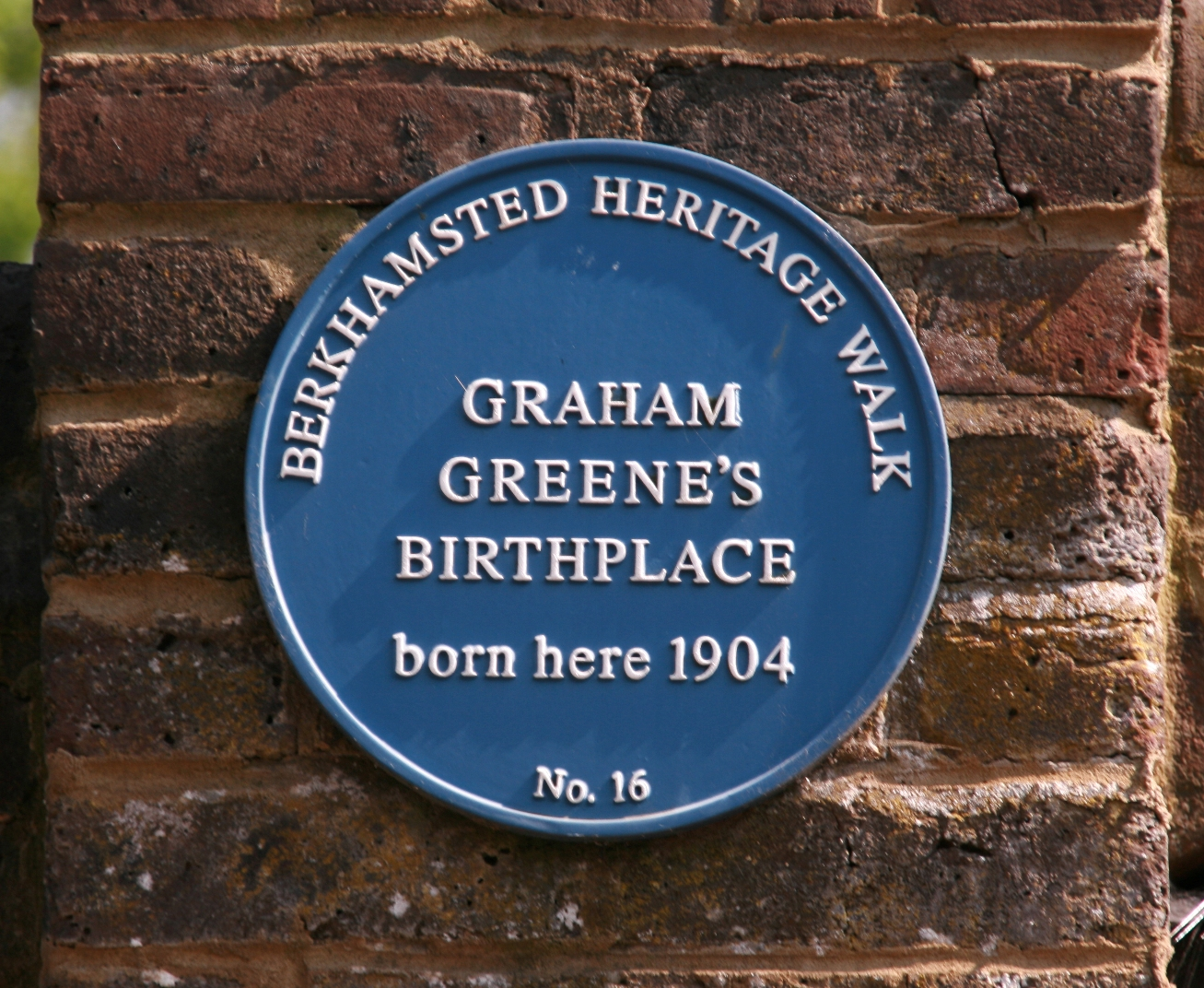
Placa a la casa natal de Graham Greene

Va morir el 1991, als 86 anys, de leucèmia, i va ser enterrat al cementiri de Corseaux.

## Biografia

### Primers anys (1904-1922)

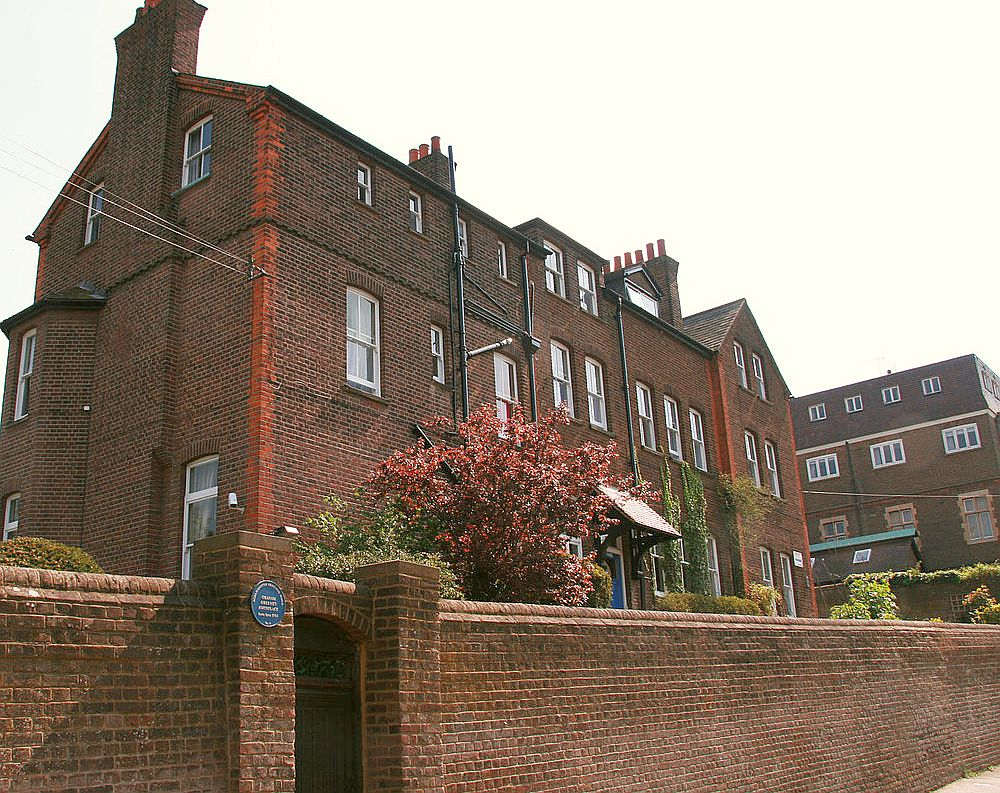
Greene va néixer a l'escola Berkhamsted, on el seu pare ensenyava

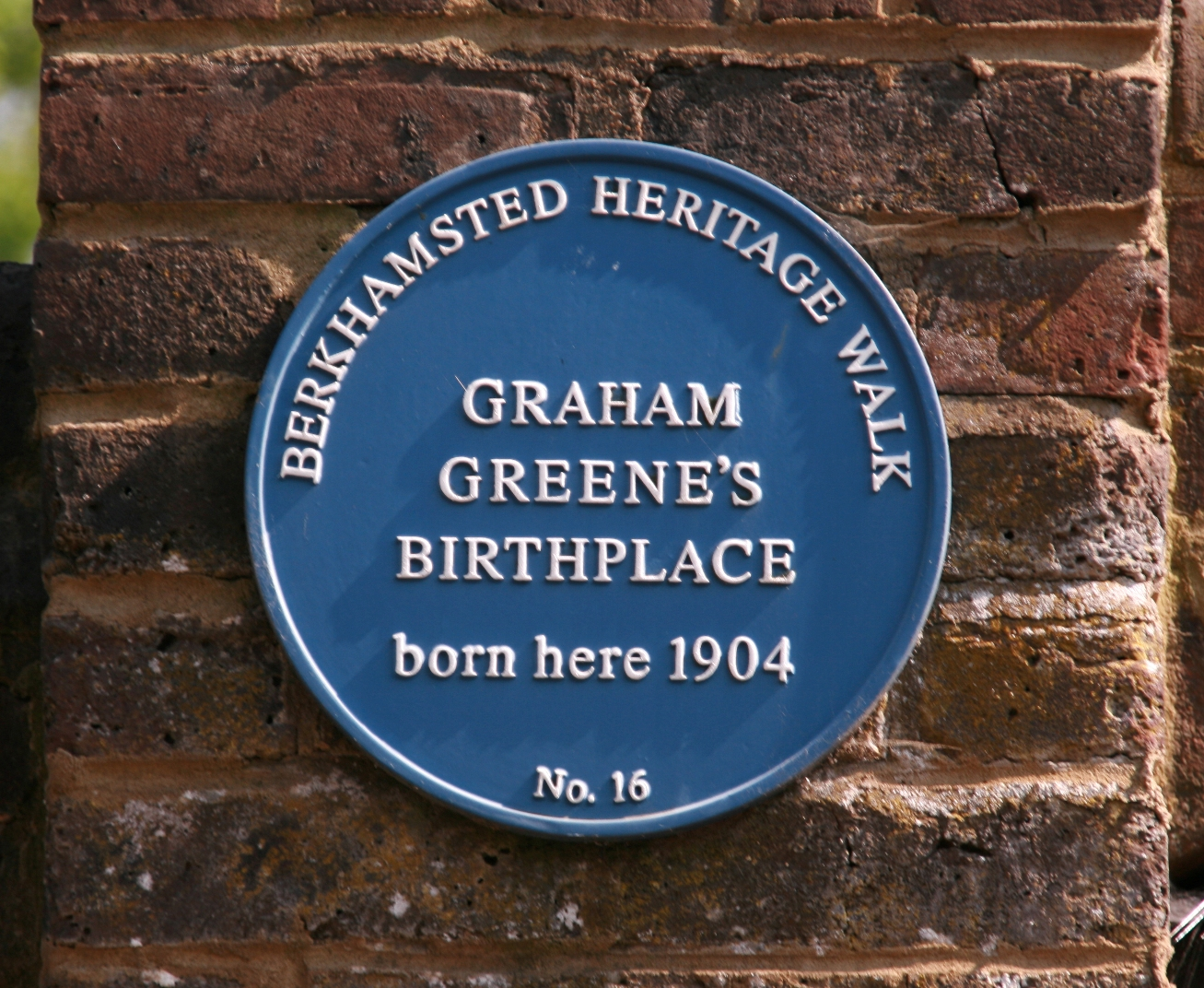
Placa blava de Graham Greene, lloc de naixement

Henry Graham Greene va néixer el 1904 a St John's House, un internat de la Berkhamsted School, a Herefordshire, on el seu pare era mestre de casa. Era el quart de sis fills. El seu germà petit, Hugh, es va convertir en director general de la BBC, i el seu germà gran, Raymond, era un eminent metge i alpinista.
Els seus pares, Charles Henry Greene i Marion Raymond Greene, eren cosins germans, tots dos membres d'una família gran i influent que incloïa els propietaris de Greene King Brewery, banquers i estadistes. La seva mare era cosina de Robert Louis Stevenson.
Charles Greene va ser segon mestre en l'escola Berkhamsted, on el director era l'altre cosí pacifista de dretes Ben Greene, la política del qual va conduir al seu internament durant la Segona Guerra Mundial.
En la seva infància, Greene passava els estius amb el seu oncle, Sir Graham Greene, a Harston House, Cambridgeshire. En la descripció de Greene de la seva infància, descriu com va aprendre a llegir allà: «Va ser a Harston que vaig adonar-me bastant de sobte que podia llegir - el llibre era Dixon Brett, detectiu. No volia que ningú sabés el meu descobriment, així que només llegia en secret, en un àtic remot, però la meva mare m'hi devia haver vist, perquè em va donar L'illa de Ballantyne per al viatge de tren a casa - un viatge que es feia interminable amb la llarga espera entre trens a Bletchley».
El 1910, Charles Greene va succeir al Dr. Fry com a director de Berkhamsted. Graham també va assistir a l'escola com a intern. Afligit i profundament deprimit, va fer diversos intents de suïcidi, incloent, com va escriure en la seva autobiografia, la ruleta russa i prenent aspirina abans d'anar a nedar a la piscina de l'escola. El 1920, amb 16 anys, en el que era un pas radical per a l'època, va ser enviat a fer psicoanàlisi durant sis mesos a Londres, i després va tornar a l'escola com a estudiant de dia. Entre els amics de l'escola hi havia Claud Cockburn, periodista, i Peter Quennell, historiador.
Greene va contribuir amb diverses històries a la revista de l'escola, una de les quals va ser publicada per un diari nocturn de Londres el gener de 1921.

### Universitat d'Oxford
Va assistir al Balliol College d'Oxford, per estudiar història. Durant el 1922 Greene fou durant un curt període membre del Partit Comunista de la Gran Bretanya, i intentà que li concediren una invitació a la nova Unió Soviètica, que no va arribar. El 1925, mentre era estudiant a Balliol, es va publicar el seu primer treball, un volum de poesia mal rebut, titulat Babbling April.
Greene va tenir episodis periòdics de depressió a Oxford. D'aquesta època, el seu contemporani Evelyn Waugh va assenyalar que: «Graham Greene ens mirava per damunt del muscle (i potser a tots els estudiants) com a infantils i ostentosos. Certament no compartia cap de les nostres revelacions». Es va graduar el 1925 amb un segon grau en història.

## Carrera com a escriptor
Després de deixar Oxford, Greene va treballar com a tutor privat i després es va dedicar al periodisme; primer al Nottingham Journal, i després com a subeditor al The Times. Mentre treballava a Nottingham, va començar a relacionar-se amb Vivien Dayrell-Browning, que li havia escrit per corregir-lo en un punt de doctrina catòlica. Greene era agnòstic, però quan més tard va començar a pensar a casar-se amb Vivien, se li va ocórrer que, com ell explica en Una espècie de vida, «almenys va haver d'aprendre la naturalesa i els límits de les creences que ella tenia». Greene va ser batejat el 26 de febrer de 1926 i es van casar el 15 d'octubre de 1927 a l'església de Santa Maria de Hampstead, a Londres.
Va publicar la seva primera novel·la, The Man Within, el 1929; la recepció favorable li va permetre treballar a temps complet com a novel·lista. Greene va dividir la seva ficció en dos gèneres (que va descriure com a «entreteniments» i «novel·les»): thrillers -sovint amb notables vores filosòfiques- com El Ministeri de la Por; i obres literàries -en les quals pensava que recolzaria la seva reputació literària- com El poder i la glòria.
Els dos llibres següents, The Name of Action (1930) i Rumour at Nightfall (1932), no van tenir èxit; i més tard els va desautoritzar. El seu primer èxit va ser Stamboul Train (1932), que la va adquirir la Book Society i s'adaptà com a pel·lícula en Orient Express, el 1934.
Encara que Greene es va oposar fermament a ser descrit com a novel·lista catòlic romà, més que com a novel·lista que va resultar ser catòlic, els temes religiosos catòlics estan en l'arrel de gran part de la seva escriptura, especialment en Brighton Rock, The Power and the Glory, The Heart of the Matter, i The End of the Affair; que han estat nomenats ''l'estàndard daurat'' de la novel·la catòlica. Diverses obres, com ara The Confidential Agent, The Quiet American, Our Man in Havana, The Human Factor i el seu guió per a The Third Man, també mostren l'interès de Greene en el funcionament i les intrigues de la política internacional i l'espionatge.
Va complementar els ingressos com a novel·lista amb el periodisme independent, les ressenyes de llibres i pel·lícules per a The Spectator, i coedità la revista Night and Day. La crítica cinematogràfica de Greene de 1937 de Wee Willie Winkie, per Night and Day -que va dir que l'estrella de nou anys, Shirley Temple, mostrava «una dubtosa coqueteria» que apel·lava als «homes i clergues de mitjana edat»- va provocar que Twentieth Century Fox aconseguís demandar-li 3.500 lliures més costos, i Greene va deixar el Regne Unit per viure a Mèxic fins que el judici hagués acabat. Mentre era a Mèxic, Greene va desenvolupar les idees per a la novel·la sovint considerada la seva obra mestra, The Power and the Glory.
A la dècada dels 1950, Greene era conegut com un dels millors escriptors de la seva generació.
A mesura que la seva carrera s'allargava, tant Greene com els seus lectors van trobar la distinció entre els seus "entreteniments" i les novel·les cada vegada més problemàtica. L'últim llibre de Greene considerat "entreteniment" va ser Our Man in Havana, del 1958.
Greene també va escriure contes i obres de teatre, que van ser ben rebudes, tot i que sempre fou primer novel·lista. La seva primera obra, The Living Room, es va estrenar el 1953.
Michael Korda, un amic de tota la vida i més tard el seu editor en Simon & Schuster, va observar Greene a la feina: escrivia en un petit quadern de pell negra amb una ploma de tinta negra, unes 500 paraules. Korda ho va descriure com la penitència diària de Graham -un cop acabava deixava estar el quadern la resta del dia.
Les seves influències incloïen Joseph Conrad, Ford Madox Ford, Haggard, Stevenson, Henry James, Proust, Buchan i Péguy.

### Viatges i espionatge
Al llarg de la seva vida, Greene va viatjar al que ell anomenava "els llocs salvatges i remots del món". El 1941, els viatges els portaren a ser reclutat per la seva germana Elisabeth, que treballava per a l'agència. En conseqüència, el destinaren a Sierra Leone durant la Segona Guerra Mundial. Kim Philby, que més tard es revelaria com a agent soviètic, era el supervisor i amic de Greene en l'MI6. Greene va dimitir de l'MI6 el 1944. Va escriure més tard una introducció en memòria de Philby: My Silent War. Com a novel·lista Greene va entreteixir els personatges que havia conegut i els llocs on havia viscut en les seves novel·les.
Va deixar Europa als 30 anys, el 1935, en un viatge a Libèria que va produir el llibre Viatge sense mapes. El seu viatge a Mèxic de 1938 per veure els efectes de la campanya governamental de secularització forçosa anticatòlica l'hi pagà l'editorial Longman, gràcies a la seva amistat amb Tom Burns. Aquell viatge va produir dos llibres: The Lawless Roads (publicat com Another Mexico als Estats Units) i la novel·la The Power and the Glory. El 1953, el Sant Ofici va informar Greene que El Poder i la glòria estaven danyant la reputació del sacerdoci; però més tard, en una audiència privada amb Greene, el papa Pau VI li va dir que, encara que parts de les seves novel·les ofenien alguns catòlics, hauria d'ignorar-ne les crítiques.
Greene va viatjar per primera vegada a Haití el 1954, on es desenvolupa The Comedians (1966): llavors estava sota el govern del dictador François Duvalier, conegut com "Papa Doc", que sovint es trobava a l'Hotel Oloffson a Port-au-Prince. I, a finals de la dècada dels 1950, com a inspiració per a la seva novel·la A Burnt-Out Case (1960), Greene va passar el temps viatjant per Àfrica, visitant diverses colònies de leprosos a la conca del Congo i en el que llavors era el Camerun Britànic. Durant aquest viatge a finals de febrer i principis de març de 1959, Greene es va reunir algunes vegades amb Andrée de Jongh, un líder de la resistència belga durant la Segona Guerra Mundial, que va establir una famosa ruta de fugida a Gibraltar a través dels Pirineus per a aviadors aliats abatuts.
El 1957, pocs mesos després que Fidel Castro comencés el seu últim assalt revolucionari al règim de Batista a Cuba, Greene va jugar un petit paper ajudant els revolucionaris, com a missatger secret que transportava roba calenta per als rebels de Castro que s'amagaven als turons durant l'hivern cubà. Se'n deia que sentia fascinació pels líders forts, que podrien haver-se adonat del seu interès per Castro, a qui més tard va conèixer. Després d'una visita, Castro va donar a Greene una pintura que havia fet, que penjava a la sala d'estar de la casa francesa on l'autor passà els últims anys de la seva vida. Greene va expressar dubtes sobre Castro, dient a un entrevistador francès el 1983 "l'admiro pel seu coratge i la seva eficiència, però qüestiono el seu autoritarisme", i va afegir: «Totes les revolucions reeixides, per molt idealistes que siguin, probablement es traeixen a si mateixes amb el temps».

### Carrera publicitària
Entre 1944 i 1948, Greene va ser director de l'Eyre&Spottiswoode sota el president Douglas Jerrold, a càrrec de la seva llista de ficció. Greene va crear la sèrie The Century Library, que fou interrompuda quan ell marxà després d'un conflicte amb Jerrold pel que feia al contracte d'Anthony Powell. El 1958, Greene va rebre l'oferta de la presidència d'Oliver Crosthwaite-Eyre, però la va rebutjar.
Va ser director del The Bodley Head de 1957 a 1968 sota la direcció de Max Reinhardt.

## Vida personal
Greene era agnòstic, però va ser batejat en la fe catòlica el 1926 després de conèixer la seva futura esposa Vivien Dayrell-Browning. Es van casar el 15 d'octubre de 1927 a l'església de Santa Maria de Hampstead, al nord de Londres. Els Greene van tenir dos fills, Lucy Caroline (nascuda el 1933) i Francis (nascuda el 1936).
En les seves discussions amb el pare Trollope, el sacerdot a qui va anar a instrucció catòlica, Greene argumentava amb el clergue sobre la base de l'ateisme dogmàtic, ja que la principal dificultat de Greene amb la religió era el que anomenava el si que envolta l'existència de Déu. No obstant això, va trobar que «després d'unes setmanes d'argument seriós el 'si' s'estava tornant cada vegada menys improbable», i Greene fou batejat després d'arguments vigorosos inicialment amb el sacerdot en què va defensar l'ateisme, o almenys el "si" de l'agnosticisme. Al final de la seva vida, Greene s'anomenava a si mateix agnòstic catòlic.
A partir de 1946, Greene va tenir un afer amb Catherine Walston, l'esposa de Harry Walston, un granger ric i company de vida futur. Aquesta relació es creu que va informar de l'escriptura de The End of the Affair, publicada el 1951, quan la relació arribava a la fi. Greene va deixar la seva família el 1947, però Vivien es va negar a concedir-li un divorci, d'acord amb l'ensenyament catòlic, i van romandre casats fins a la mort de Greene, el 1991.
Greene va viure amb depressió maníaca (trastorn bipolar). Va tenir una història de depressió, amb un profund efecte en la seva escriptura i la seva vida personal. En una carta a la seva esposa, Vivien, li deia que tenia «un caràcter profundament antagonista a la vida domèstica ordinària», i que «desgraciadament, la malaltia també és el material d'un mateix». William Golding va elogiar Greene com «l'últim cronista de la consciència i l'ansietat de l'individu del segle xx».

## Anys finals

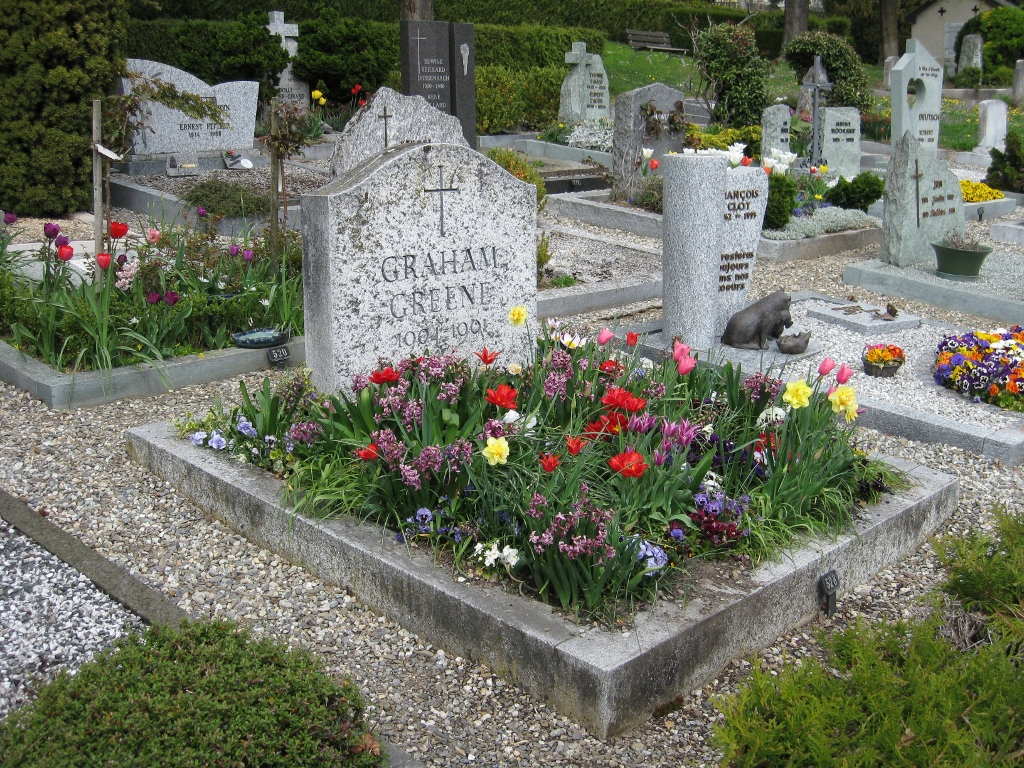
Greene a Corseaux, Suïssa

Greene va deixar Gran Bretanya el 1966, i es traslladà a Antíbol, per estar a prop d'Yvonne Cloetta, a qui havia conegut des de 1959, una relació que va durar fins a la seva mort. El 1973, va fer una aparició sense acreditar com a representant d'una companyia d'assegurances en la pel·lícula de François Truffaut Day for Night. El 1981, Greene va ser guardonat amb el Premi Jerusalem, atorgat a escriptors preocupats per la llibertat de l'individu en la societat.
Va viure els últims anys de la seva vida a Vevey, al llac de Ginebra, a Suïssa, la ciutat on Charles Chaplin vivia en aquell moment. Va visitar Chaplin sovint, i els dos eren bons amics. El seu llibre Doctor Fischer de Ginebra (1980) es basa en temes combinats d'influències filosòfiques i geogràfiques. Va deixar d'anar a missa i confessió en la dècada dels 1950, però en els seus últims anys va començar a rebre els sagraments de nou del pare Leopoldo Durán, un sacerdot espanyol, de qui es va fer amic.
En una de les seves obres finals, un pamflet titulat J'Accuse: The Dark Side of Nice (1982), Greene va escriure sobre un assumpte legal que l'havia afectat a ell i la seva família a Niça, i va declarar que el crim organitzat havia florit a Niça perquè els nivells superiors del govern cívic de la ciutat protegien la corrupció judicial i policial. L'acusació va provocar una demanda de difamació que Greene va perdre; però va ser reivindicat després de la seva mort quan, el 1994, l'exalcalde de Niça, Jacques Médecin, fou empresonat per corrupció i crims associats.

### Mort
El 1984, en la celebració del seu 80è aniversari, la fàbrica de cervesa que el besavi de Greene havia fundat el 1799 va fer una edició especial de la seva St. Edmund Ale per ell, amb una etiqueta especial en el seu honor. Comentant sobre el fet de complir els 80 Greene va dir: «El gran avantatge... és que ara als 80 és més probable que trobis el final en una guerra nuclear», i va afegir, «l'altre aspecte del problema és que realment no vull sobreviure... amb el cos que penja mentre la ment se n'allunya».
El 1986, Greene va ser guardonat amb l'Orde del Mèrit de Gran Bretanya. Va morir de leucèmia el 1991 als 86 anys i va ser enterrat al cementiri de Corseaux.

## Obra dramàtica
- The Man Within (debut—1929)
- Stamboul Train (també publicat com Orient Express) (1932)
- It's a Battlefield (1934)
- England Made Me (també publicat com The Shipwrecked) (1935)
- A Gun for Sale (1936)
- Journey Without Maps (1936)
- Brighton Rock (1938)
- The Lawless Roads (1939) (també publicat com Another Mexico)
- The Confidential Agent (1939)
- The Power and the Glory (1940)
- The Ministry of Fear (1943)
- The Heart of the Matter (1948)
- The Third Man (1949) (novel·la preliminar al seu guió per la pel·lícula El tercer home)
- The End of the Affair (1951)
- Twenty-One Stories (1954)
- Loser Takes All (1955)
- The Quiet American (1955)
- The Potting Shed (1956)
- Our Man in Havana (1958)
- A Burnt-Out Case (1960)
- In Search of a Character (1961)
- The Comedians (1966)
- Viatges amb la tieta (1969)
- A Sort of Life (1971)
- The Honorary Consul (1973)
- The Human Factor (1978)
- Ways of Escape (1980)
- Doctor Fischer of Geneva (1980)
- Monsignor Quixote (1982)
- The Tenth Man (1985)
- The Last Word (1990)

## Traduccions al català
- La sala d'estar. Traducció de Rafael Tasis. Barcelona: Quaderns de Teatre A. D. B. (Editorial Fontanella), 1962.
- L'americà pacífic. Editorial Vergara, 1965; publicada posteriorment com a L'americà tranquil a Llibres a mà, 20
- El ministeri de la por. Edicions 62 El Balancí, 1965, i posteriorment a El Cangur, 1984
- Un cas enllestit. Traducció de Ramon Folch i Camarasa (1967)
- Ens podeu deixar el marit? Traducció de Ramon Folch i Camarasa. Edicions 62, El Balancí, 1968, i en El Cangur, 1994
- El poder i la glòria. Biblioteca A tot vent, 114
- El fons de la qüestió. Biblioteca A tot vent, 130
- El nostre home a l'Havana. Traducció de Josep Vallverdú. Biblioteca A tot vent, 195 (1981)
- Rocs de Brighton. Biblioteca A tot vent, 220
- Monsenyor Quixot. Biblioteca A tot vent, 270
- El desè home. Ediciones Destino L'àncora, 1
- El Capità i l'enemic. EDHASA Clàssics moderns
- Una pistola a sou. Edicions de la Magrana La negra, 22
- L'agent confidencial. Edicions de la Magrana La negra, 53
- El final de l'idil·li, El Cercle de Viena, Viena Edicions, 92. Traducció de Xavier Zambrano